# Bernhard Helmich
Bernhard Helmich (* 13. August 1962 in Idar-Oberstein) ist ein deutscher Theaterintendant.

## Tätigkeiten
Von 1981 bis 1987 studierte Helmich Musiktheater-Regie bei Götz Friedrich sowie Literatur- und Musikwissenschaften in Köln und Hamburg; im Jahr 1989 wurde er dort promoviert. Zeitweise übernahm er diverse Regieassistenzen an der Staatsoper Hamburg und an der Komischen Oper Berlin.
In den Jahren von 1989 bis 1992 arbeitete Helmich am Nationaltheater Taipeh, nahm an der Katholischen Fu-Jen-Universität einen Lehrauftrag wahr und arbeitete für die Kulturbehörde der Regierung. Ab 1992 war Helmich Dramaturg am Theater Trier und Bielefeld. Von 1995 bis 2001 arbeitete er als Dramaturg und Referent des Generalintendanten am Theater Dortmund. Von 2001 bis 2005 war er Chefdramaturg an der Oper Leipzig sowie Direktor der Musikalischen Komödie.
Von 2006 bis 2013 war Helmich Generalintendant der Städtischen Theater Chemnitz. In dieser Zeit konnten die Chemnitzer Oper mit ihrem Generalmusikdirektor Frank Beermann und das Schauspiel unter der Leitung von Enrico Lübbe durch zahlreiche Auszeichnungen und Preise auf sich aufmerksam machen. Einen Schwerpunkt bildeten dabei Erstaufführungen bzw. Wiederaufführungen selten gespielter Opern, die auch im Rundfunk übertragen und auch auf CD bzw. DVD veröffentlicht wurden. Beispielsweise wurde die Meyerbeer-Inszenierung „Vasco da Gama“, eine selten gespielte Fassung der Oper „Die Afrikanerin“, mit dem Klassik-Echo ausgezeichnet.
Seit der Spielzeit 2013/14 ist Helmich Generalintendant am Theater Bonn, wo er zunächst mit Schauspieldirektorin Nicola Bramkamp und seit 2018 mit Schauspieldirektor Jens Groß zusammenarbeitet. Schwerpunkte der Arbeit im Musiktheater sind neben dem gängigen Repertoire in Oper, Musical und Operette ein Zyklus mit Frühwerken Giuseppe Verdis, die Wiederentdeckung zahlreicher Werke der zwanziger und frühen dreißiger Jahre sowie regelmäßige Ur- und Erstaufführungen. 2018 wurde das Haus in der Kritikerumfrage der Welt zur Oper des Jahres Nordrhein-Westfalen gewählt. Für die Programmreihe „Fokus '33“ erhält das Theater Bonn ab der Spielzeit 2020/21 insgesamt 1,3 Mio. € aus dem Förderprogramm „Neue Wege“. Im Dezember 2021 gab die Stadt Bonn bekannt, dass sein Vertrag als Generalintendant des Theaters Bonn um eine dritte Amtszeit bis 31. Juli 2028 verlängert wird. Zugleich wurde der jährliche Finanzzuschuss der Stadt für ihr Theater bis 2028 inklusiv jeweiliger Tariferhöhungen als festgeschrieben zugesagt.
Bernhard Helmich ist mit Mei Hong Lin verheiratet, sie hat seit der Spielzeit 2013/2014 die Ballettdirektion am Landestheater Linz in Oberösterreich übernommen.

## Belege
1. ↑  Dr. Bernhard Helmich, Generalintendant, abgerufen am 14. Februar 2019.
2. ↑  Aufnahme von Chemnitzer Inszenierung bekommt Echo Klassik auf freiepresse.de vom 26. August 2015
3. ↑  Focus online: Bernhard Helmich neuer Generalintendant in Bonn, abgerufen am 7. Dezember 2012.
4. ↑  WELT: Spannender Spielplan: Kritiker-Lob für die Oper Bonn. In: Die Welt. 22. Juli 2018 (welt.de [abgerufen am 19. Februar 2021]).
5. ↑  „Neue Wege“ – Förderung des Theater Bonn. Abgerufen am 19. Februar 2021.
6. ↑  Bernhard Helmich verlängert als Generalintendant in Bonn, nachtkritik.de vom 13. Dezember 2021, abgerufen am 15. Dezember 2021
7. ↑  general-anzeiger-bonn.de: Die Zukunft kommt mit Bernhard Helmich aus Sachsen, abgerufen am 29. Juli 2014
8. ↑  landestheater-linz.at: Mei Hong Lin, Ballettdirektion, abgerufen am 16. Februar 2016

| Personendaten    | Personendaten              |
| ---------------- | -------------------------- |
| NAME             | Helmich, Bernhard          |
| KURZBESCHREIBUNG | deutscher Theaterintendant |
| GEBURTSDATUM     | 13. August 1962            |
| GEBURTSORT       | Idar-Oberstein             |